# 파르톤
파르톤(스페인어: fartón) 또는 파르토(발렌시아어: fartó)는 스페인 발렌시아 지방의 과자이다. 밀가루와 우유, 설탕, 달걀 등을 반죽해 길쭉한 모양으로 구운 뒤, 설탕 글레이즈를 덮어 만든다. 주로 기름골 오르차타와 함께 먹는다.

## 같이 보기
- 추로